# 華納超極品音色系列
《華納超極品音色系列》是鄭秀文的精選專輯，於1997年3月16日發行，甫出便登上Ifpi 銷量榜亞軍，銷量在四日內己達白金數字。當時該精選集在港新兩地引起了不少話題，首先在香港及新加坡的媒體，報道鄭秀文的舊歌精選集壓倒華星天后的新專輯，登上ifpi銷量榜冠軍，然後在新加坡的媒體，報道該精選集上榜，銷量佳，於獅城人氣急升多歌迷，及後再報道該精選集壓倒香港天王的粵語專輯及中國歌手的迷你專輯，登上新加坡SPVA十大暢銷唱片榜第二位，還提及該精選集一度斷貨。此外，該精選集成為香港1997年十大暢銷唱片之一，銷量達十二萬，得到香港ifpi雙白金認證。 而在新加坡亦成為該年度女歌手之中，最高銷量的粵語唱片。

## 曲目
| 曲序 | 曲目           |
| ---- | -------------- |
| 1.   | X派對          |
| 2.   | 濃情           |
| 3.   | 默契           |
| 4.   | 小心女人       |
| 5.   | 男仕今天你很好 |
| 6.   | 放不低         |
| 7.   | 愛的輓歌       |
| 8.   | 捨不得你       |
| 9.   | 不拖不欠       |
| 10.  | 秋冬愛的故事   |
| 11.  | 顏色．．．氣味 |
| 12.  | Tequila一杯    |
| 13.  | 問我           |
| 14.  | 值得           |
| 15.  | 依靠           |
| 16.  | 背叛           |
| 17.  | 微醺           |

## 所獲獎項
- 國際唱片業協會《本地雙白金唱片；華納超極品音色系列》[8]

## IFPI唱片銷量榜
- 日期 位置 歌手 專輯
- 3-20 2 鄭秀文 華納超極品音色系列
- 3-27 1 鄭秀文 華納超極品音色系列
- 4-3 2 鄭秀文 華納超極品音色系列
- 4-10 4 鄭秀文 華納超極品音色系列
- 4-17 5 鄭秀文 華納超極品音色系列[9]
- 4-24 9 鄭秀文 華納超極品音色系列
- 5-8 9 鄭秀文 華納超極品音色系列
- 5-15 9 鄭秀文 華納超極品音色系列